# Acropora derawanensis
Espèce
Acropora derawanensis est une espèce de coraux appartenant à la famille des Acroporidae.